# Murum
Murum é uma cidade  no distrito de Osmanabad, no estado indiano de Maharashtra.

## Geografia
Murum está localizada a 18° 04′ N, 74° 19′ L. Tem uma altitude média de 548 metros (1797 pés).

## Demografia
Segundo o censo de 2001, Murum tinha uma população de 17,232 habitantes. Os indivíduos do sexo masculino constituem 51% da população e os do sexo feminino 49%. Murum tem uma taxa de literacia de 63%, superior à média nacional de 59.5%: a literacia no sexo masculino é de 73% e no sexo feminino é de 53%. Em Murum, 15% da população está abaixo dos 6 anos de idade.